# A-One Україна
A-ONE Україна — колишній український музичний телеканал, присвячений культурі рок-н-ролу. Є українською версією російського музичного телеканалу «A-ONE». Основу музичного наповнення каналу складали: рок-н-рол, рок, джаз, world music.

## Історія
В серпні 2007 року в Україні почав мовлення російський канал «A-ONE». Його поширенням займалось ТОВ «Перший альтернативний телеканал А1». Насамперед це було зумовлено тим, що в Україні телеканал був затребуваний, керівники «A-ONE» отримували чимало відгуків від глядачів. Відкриття представництва в Україні одразу почало давати перші результати. Телеканал почав стрімко розвиватися, панелі GFK включили його до своїх показників, кількість підключень почала збільшуватися. 
В травні 2008 року стало відомо, що у російського альтернативного музичного телеканалу «A-ONE» з'явиться українська версія. Очікувалось, що запуск каналу відбудеться вже у вересні. Директор з розвитку «A-ONE» запевняв, що протягом року вони будуть адаптувати канал — будуть українські ведучі, українські музичні новинки, українські гурти.
У вересні 2008 року українську версію російського телеканалу «A-ONE» було внесено до переліку адаптованих телеканалів як тимчасовий компромісний варіант до початку повноцінного мовлення українського телеканалу з аналогічною назвою.
1 жовтня 2008 року  російський телеканал «A-ONE» отримав ліцензію на кабельно-супутникове мовлення української версії «А1». Отримувач ліцензії — ТОВ «Перший альтернативний телеканал А1». В тому ж місяці канал уклав угоду про продаж реклами з сейлз-хаусом «Сфера-ТВ», а також встиг перейти на супутник Sirius-4 та увійти до мереж кабельних операторів, у тому числі «Воля-кабель» та «Інформаційні технології» в Києві. 
29 травня 2009 року «A-One Україна» перейшов на супутник Hellas Sat 2.
З 1 червня 2009 року Перший Альтернативний музичний Телеканал «A1» розпочав самостійне мовлення в Україні. За словами генерального директора телеканалу «A-ONE» в Росії, Михайла Євграфова, початок незалежного мовлення «А1» в Україні — це перший випадок появи повністю самостійного телеканалу під брендом «А-ONE» в іншій країні. 
З 1 травня 2010 року телеканал припинив мовлення на супутнику. Директор «A-One Україна» надав Нацраді довідку, що угоди на ретрансляцію з провайдерами програмної послуги вважаються розірваними, про що вони були проінформовані. Незважаючи на це, окремі провайдери продовжували ретрансляцію програми під логотипом «А-ONE» та подавали заяви про її включення до програмної концепції. Проте замість українського телеканалу ретранслювали програми російського телеканалу «A-ONE», а як дозвільні документи на ретрансляцію використовували угоди з українським телеканалом.
27 квітня 2011 року Національна рада України з питань телебачення і радіомовлення оголосила попередження українському ТОВ «Перший альтернативний телеканал А1» за відсутність мовлення. Перевірки не виявила ліцензіата за вказаною в ліцензії адресою та зафіксували відсутність мовлення на супутнику. Представник української компанії підтвердив, що «A-One Україна» не здійснює мовлення, це пов'язано з організаційними питаннями. 
18 травня 2011 року корпорація «UBG» купила ТОВ «Перший альтернативний телеканал А1» — українську версію музичного каналу «A-One» і стала власником 100% компанії. Від російського каналу вітчизняний відрізнявся наявністю в ефірі українських виконавців. Представник каналу пообіцяв відштовхуватися від російського контенту з поступовим нарощенням власного виробництва.
1 липня 2011 року на супутнику Astra 4A (4,8° східної довготи)  «A-One Україна» розпочав тестове мовлення вже як частина медіагрупи «UBG». Тестування сигналу тривало близько двох тижнів (в цей час в ефірі транслювався 8-годинний блок, що повторювався), після чого канал розпочав повноцінне мовлення з ротацією кліпів та програмами.
25 листопада 2013 року ТОВ «Реал Естейт ТВ» переоформило ліцензію і змінило логотип з «Dobro TV» на «A-One Україна». До цього «A-One» належав ТОВ «Телеканал А1», ліцензію якого в той же день Нацрада анулювала на прохання самої компанії, яка нібито була змушена припинити мовлення з фінансових причин. 
1 січня 2014 року телеканал «A-One Україна» поглинув «Star TV» та здійснив його ліквідацію. Редакція поглинутого каналу почала працювати на «A-One». Частина з тематичних програм, які раніше з'явилися в «Star TV» почали з'являться на «A-One». Також змінився формат мовлення: основу музичного ефіру складали поп-музика, бритпоп, рок та електронна музика. З весни того ж року телеканал почав поступово повертати рок-формат. 
В лютому 2017 року музичний телеканал «A-One Україна» зупинив супутникове мовлення, про що повідомляли глядачі у соцмережах та тематичних форумах. Сторінки каналу в соцмережах та сайт мовника не оновлювалися, прямої трансляції ефіру на сайті телеканалу не було.
25 липня 2017 року телеканал повністю припинив своє мовлення.
19 жовтня 2017 року Національна рада України з питань телебачення і радіомовлення оголосила попередження телеканалу «A-One» за відсутність супутникового мовлення. Телеканал письмово пояснив Нацраді, що це тимчасова відсутність мовлення з технічних причин. 
15 березня 2018 року Національна рада оштрафувала «A-One Україна» через неусунення порушень після оголошення йому попередження за відсутність супутникового мовлення. 
У травні 2018 року «A-One Україна» (ТОВ «Реал Естейт ТВ») не зміг продовжити свою ліцензію. Члени Нацради одноголосно та без обговорення проголосували за відмову, вказавши непогашене попередження за відсутність мовлення, а також непрозору власність. Представників телеканалу на засіданні не було.

## Програми
- Про-рок — програма про рок-музику як стиль життя. Тематика: андеграунд, байкери, жіночий рок, українські фестивалі, дружини рокерів, фанатки. Ведучий — Олексій Ковжун.
- A-ONE News
- Rock ON
- ONE Pulse
- 20 Hot
- LIVE Night
- One Каприз
- Forever Young
- G-Rock
- Main Clips
- Cover Hour Power
- Forever Young
- Main Clips
- Party Rock
- Shock Block
- Live Drive
- Heart Part
- Feel The Steel
- UATOP10
- Rocumentary
- КіноFiles. Афіша

## Логотип
Логотип телеканалу являв собою кільце з великою літерою «А» з зіркою всередині і словом «ONE». Знаходився в правому верхньому куті.
| Логотип | Опис |
| ------- | --- |
|         | Перший логотип з початку мовлення по 31 грудня 2013 року. Був білого кольору. Також в 2008-2010 роках під логотипом було слово «UKRAINE» теж білого кольору. |
|         | Другий логотип з 1 січня 2014 року. Був жовто-гарячого кольору. Використовувався в ефірі, чергуючись з іншими кольорами.                                     |
|         | Другий логотип з 1 січня 2014 року. Був бірюзового кольору. Використовувався в ефірі, чергуючись з іншими кольорами та в заставках.                          |
|         | Другий логотип з 1 січня 2014 року. Був сірого кольору. Використовувався в ефірі чергуючись з іншими кольорами.                                              |
|         | Варіант другого логотипу з 1 січня 2014 року. Використовувався на офіційному сайті.                                                                          |